# Chronologie de la Bretagne

## Préhistoire

### Paléolithique
- 700 000 av. J.-C. : plus anciens galets sommairement taillés.
- 600 000 av. J.-C. : vestiges de Saint-Malo-de-Phily[1].
- 465 000 av. J.-C. : traces les plus anciennes au monde (avec un site chinois) d’un feu entretenu sur le Menez Dregan (commune de Plouhinec).

### Mésolithique
- 5000 av. J.-C.-3500 av. J.-C. : nécropole mésolithique sur l'îlot de Téviec[2].

### Néolithique

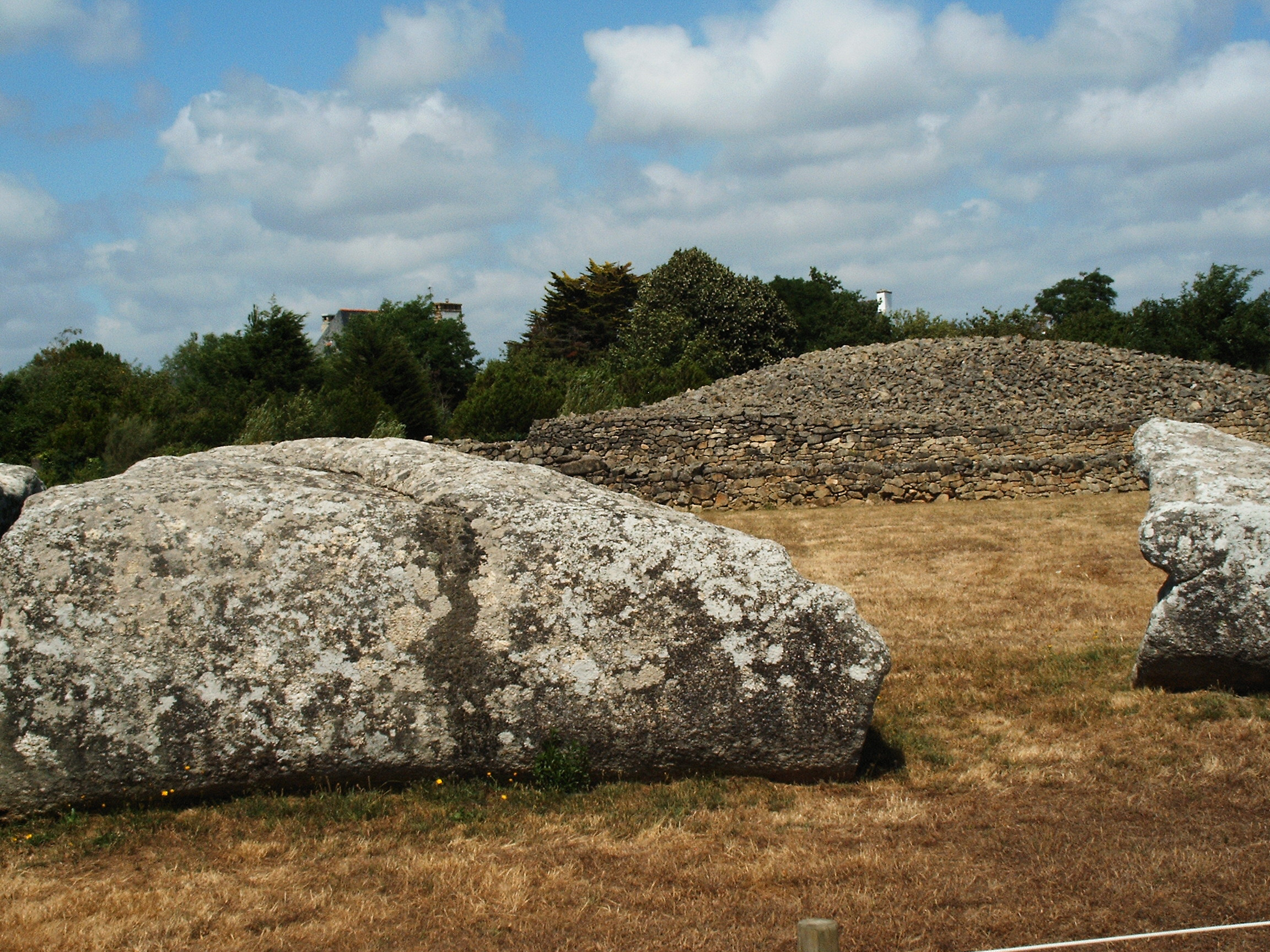
Table des Marchand et Grand Menhir à Locmariaquer

- 5000 av. J.-C.-1500 av. J.-C. : mégalithisme armoricain.

- Ve millénaire av. J.-C. : construction du cairn de Barnenez.

- IVe millénaire av. J.-C. : édification de Table des Marchand, du Grand menhir brisé d'Er Grah et du tumulus de Gavrinis, dans le golfe du Morbihan.
- Vers 3000 av. J.-C. : construction du tumulus de Saint-Michel à Carnac.
- 2500 av. J.-C. : développement de la culture sur brûlis, expansion de l’agriculture.
- Vers 2000 av. J.-C. : construction du tumulus de Kermene en Guidel (statue de déesse-Mère).

### Âge du bronze
- Vers 2500 av. J.-C. : Campaniforme armoricain.
- Entre 1000 et 750 av. J.-C. : civilisation dite des « champs d'urnes ».

## L’Armorique celtique
- Cinq grandes cités gauloise occupent le territoire de l’actuelle Bretagne : les Coriosolites (actuel département des Côtes-d'Armor, ouest de l'Ille-et-Vilaine et le nord-est du Morbihan ; les Namnètes (actuel département de la Loire-Atlantique, en rive droite de la Loire) ; les Osismes (actuel département du Finistère et la partie ouest des Côtes-d'Armor et du Morbihan) ; les Riedones (est de l’actuel département d'Ille-et-Vilaine ; les Vénètes (actuel Morbihan)[3]. D'autres peuples gaulois plus ou moins bien identifiés ou localisés ont peut-être occupé certaines parties de la Bretagne : Ambilatres, Anagnutes, Carnutes, etc.

- Vers la fin du VIe siècle av. J.-C. : fondation de la forteresse de Paule (Paule, Côtes-d'Armor)[4].
- - 325 : voyage de Pyhtéas.
- Vers le IIe siècle av. J.-C. : Rennes est fondée par la tribu des Riedones et prend le nom de Condate (ce qui signifie « confluent », « réunion » en gaulois[5]).

## Bretagne romaine
Sont aussi mentionnés pour cette période des évènements de l’île de Bretagne, en relation avec l’émigration bretonne en Armorique.
- 56 av. J.-C. : la bataille du Morbihan, victoire de la flotte romaine contre celle des Vénètes. Jules César conquiert Portus Namnetus (Nantes).
- IIIe siècle : Nantes est christianisée par saint Donatien et saint Rogatien. Des remparts sont érigés autour de Rennes et de Vannes
- ~ 275-285 : Nantes est envahie par les Saxons ou Frisons.
- 350-421 : vie de Conan Meriadec, roi légendaire, en Bretagne armoricaine.
- 437-438 : nouvelle révolte des Bagaudes à laquelle prennent part les Armoricains.
- 451 : les Armoricains font partie de la coalition d'Aetius dressée face à Attila lors de la bataille des Champs Catalauniques ou Campus Mauriacus (Troyes).
- ~ 460 : arrivée des premières populations celtes de l’île de Bretagne.
- ~ 465 : concile de Vannes.
- 486 : fin du royaume de Soissons et mort de Syagrius, les Francs prennent pied en Armorique.
- 497 : après une longue guerre, Clovis conclut un traité avec les cités armoricaines (dont certaines majoritairement peuplées de Bretons) : celles-ci reconnaissent la suprématie des Francs, combattront sous ses ordres, mais ne paieront pas de tribut.

## Moyen Âge

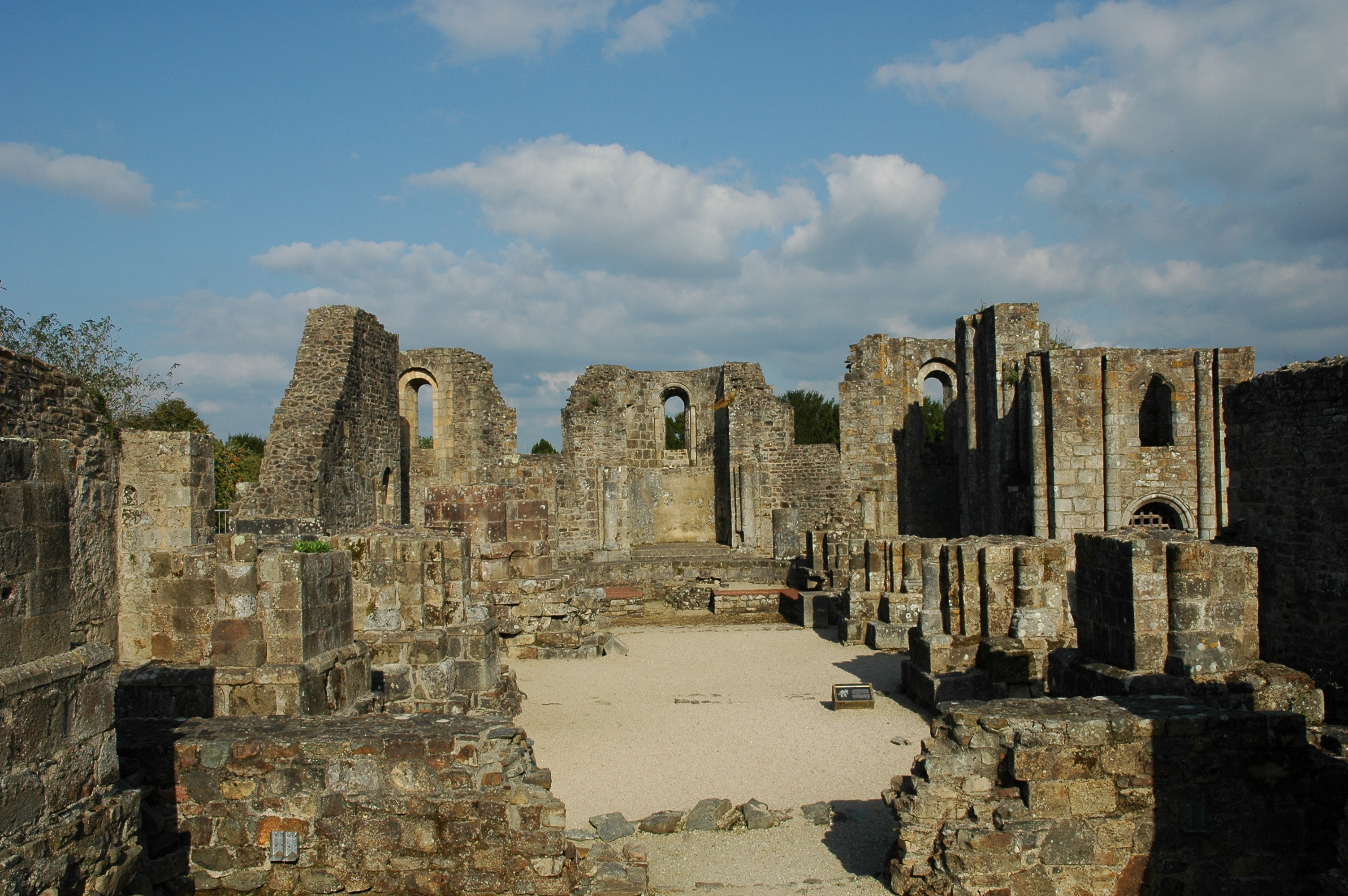
Ruines de l'abbaye Saint-Guénolé de Landévennec.

- fin du Ve siècle : fondation de l’abbaye Saint-Guénolé de Landévennec, attribuée à Gwénolé.
- 559-560 : expéditions de Clotaire contre Conomor, qui soutient son fils Chramme révolté contre son autorité. Victoire en 560 de Clotaire.
- 578 : Vannes prise par les Bretons. Des expéditions franques sont conduites en 579, 585 et 590 pour la reprendre, sans succès.
- 578 - 594 : raids des Bretons de Waroch dans le Nantais et le Rennais.
- ???-636 : Judicaël, roi des Bretons.
- Fin du VIIe siècle, début du VIIIe siècle : premier texte de langue bretonne parvenu jusqu’à nous. Il s'agit d’un traité de botanique. Ce document breton est antérieur au plus vieux texte français-roman qui date de 843. Il s'agit du traité de Leyde. Il est actuellement conservé dans la ville de Leyde aux Pays-Bas.
- 753 : raid de Pépin le Bref et reprise de Vannes par les Francs.
- 786 : raid de Charlemagne, mené par le sénéchal Audulf.
- 790 - 800 : premiers raids vikings sur les côtes de la Manche et de l'Atlantique.
- 798-799 : première conquête de la Bretagne par le comte Gui au nom de Charlemagne.
- 801 et 811 : soulèvements. Nouveaux raids de Charlemagne.
- 818-822 : Murman, roi des Bretons.
- 818, 824 et 837 : soulèvements et expéditions de Louis le Pieux.
- ???-825 : révolte du breton Wiomarc'h ou Guyomarc'h.
- 840 : mort de Louis le Pieux, ses fils se déchirent sur la question de la succession. Le Missaticum breton, confié par Louis au breton Nominoë, se retrouve parmi les enjeux.
- 841 : Nominoë prête serment au roi de Francie occidentale Charles le Chauve.
- 843 : bataille de Messac : victoire de Renaud, comte d'Herbauge et préfet de la Marche de Bretagne, contre Erispoë, fils de Nominoë. Marque le déclenchement des hostilités entre Charles le Chauve et Nominoë. Cette bataille est suivie de celle de Blain qui voit la victoire des Bretons et de leur allié Lambert II de Nantes contre les Francs de Renaud. Mort de ce dernier.
- 843 : Nantes envahie par les Vikings.
- 845-851 : Nominoë, souverain de Bretagne.
- 845 : bataille de Ballon. Victoire de Nominoë sur Charles le Chauve ; un traité est conclu en 846. Nominoë est alors le souverain de la Bretagne. Reprise des hostilités en 849 : avec la déposition des évêques et leur remplacement par des bretons, Nominoë cherche à rendre son clergé indépendant de l'église franque. Raids en profondeur dans la Francie occidentale (Maine, Anjou, Poitou), prise des cités de Rennes et Nantes.
- 848 : Création de la province ecclésiastique de Bretagne ayant pour siège Dol-de-Bretagne (Quitte la province de Tours).
- 851-857 : Erispoë, duc et roi.
- 851 : mort de Nominoë en campagne près de Vendôme. Erispoë, son fils, lui succède, et écrase l'armée franque à la bataille de Jengland. Au traité d'Angers, Charles le Chauve concède les insignes de la royauté à Erispoë, avec les comtés de Rennes et de Nantes ainsi que le pays de Retz.
- 856 : traité de Louviers.
- 857 : le roi Erispoë est assassiné par son cousin, Salomon (857-874), couronné roi à son tour en 868.
- 863 : traité d'Entrammes. Charles le Chauve concède le territoire d'Entre deux rivières à Salomon en échange de la paix.
- 867 : traité de Compiègne. Concession de la péninsule du Cotentin et de l'Avranchin à Salomon. Extension maximale de la Bretagne.
- 868 : à Pîtres, Charles le Chauve reconnaît le titre royal à Salomon et à sa descendance.
- 874 : le roi Salomon est assassiné à son tour. S'ensuit une guerre civile jusqu'en 876 où finissent par périr les deux prétendants, Gurvant et Pascweten, laissant la Bretagne de nouveau déchirée entre Judicaël et Alain.
- 876-888 : guerre de succession entre Alain Ier le Grand comte de Vannes et Judicaël, comte de Poher.
- 888 : à la mort de Judicaël aux mains des Vikings, Alain est couronné roi de Bretagne sous le nom d'Alain Ier dit « le Grand », et écrase ces derniers à Questembert.
- 907 : mort d'Alain Ier « le Grand ».
- 913 : destruction de l’abbaye Saint-Guénolé de Landévennec par les Vikings.
- 913 à 937 : Nantes est envahie par les Vikings.
- 960 : les Vikings envahissent Nantes s’installent durablement dans l'Île Bethia[6].
- Xe et XIIe siècles : les Angevins envahissent Nantes.
- XIIe siècle : début de la construction des cathédrales Saint-Paul-Aurélien de Saint-Pol-de-Léon et Saint-Tugdual de Tréguier.
- 1125-1132 : Pierre Abélard dirige l’abbaye Saint-Gildas de Rhuys.
- 1185 : promulgation de l’Assise au comte Geoffroy.
- XIIIe siècle : début de la construction de la cathédrale Saint-Étienne de Saint-Brieuc.
- 1202 : fondation par Alain Ier d’Avaugour, comte de Penthièvre et de Goëlo, de l’abbaye de Beauport à Paimpol (Côtes-d'Armor).
- 1203 : incendie de la cathédrale Saint-Samson de Dol-de-Bretagne, bâtie au IXe siècle, et début de la construction de l’actuel édifice gothique.
- 1239 : début de l’édification de cathédrale Saint-Corentin de Quimper.
- 1250 : premier « phare » de Bretagne, entretenu par des moines, à la pointe Saint-Mathieu[7].
- vers 1340 : début de l’édification du fort la Latte, près du cap Fréhel dans l’actuel département des Côtes-d'Armor.
- 1341-1364 : guerre de Succession de Bretagne, parfois nommée guerre des deux Jeanne, qui oppose la maison de Blois (soutenue par la France) et de Montfort (soutenue par l’Angleterre).
- 1351 : 26 mars, combat des Trente.
- 1365 : traité de Guérande, Jeanne de Penthièvre renonce au duché en faveur de Jean de Montfort (futur Jean IV).
- 1364-1399 : règne de Jean IV le Vaillant duc de Bretagne.
- 1399-1442 : Jean V le Sage duc de Bretagne.
- 1442-1450 : François Ier de Bretagne duc de Bretagne.
- 1450 : début de la construction de l’actuelle cathédrale Saint-Pierre de Vannes.
- 1450-1457 : Pierre II de Bretagne duc de Bretagne.
- 1457-1458 : Arthur III de Bretagne "le Justicier" (Connétable de Richemont) duc de Bretagne.
- 1458-1488 : François II duc de Bretagne "Par la grâce de Dieu".
- 1464 : achèvement par Jehan Lagadeuc de la rédaction du Catholicon, premier dictionnaire, breton-français-latin.
- 1466 : début de l’édification du château des ducs de Bretagne à Nantes.

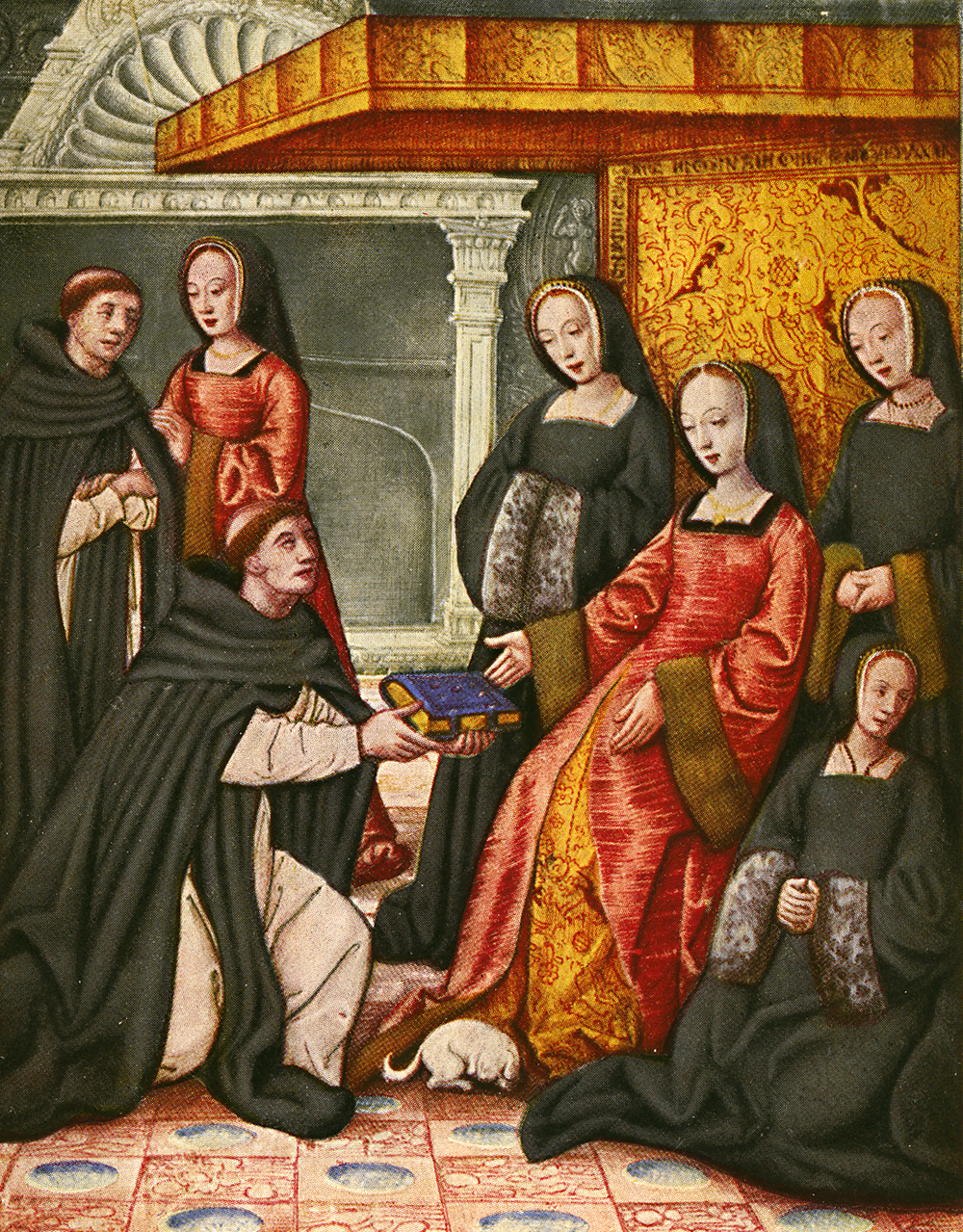
Anne de Bretagne, miniature attribuée à Jean Perréal.

- 1477 : 26 janvier, naissance à Nantes de Anne de Bretagne, fille de François II et de Marguerite de Foix.
- 1485 : début de la « guerre folle » - 19 juillet exécution de Pierre Landais.
- 1486 : 9 février, les États de Bretagne, siégeant à Rennes reconnaissent Anne comme future duchesse.
- 1487 : Début de la guerre de Bretagne : entrée des troupes françaises en Bretagne, Nantes est sauvée par le débarquement de Cornouaillais et de Léonards qui brisent l’encerclement.
- 1488-1514 : Anne, duchesse de Bretagne (couronnement à Rennes le 10 février 1489).
- 1488 : 28 juillet défaite de l'armée Bretonne et coalisés à la bataille de Saint-Aubin-du-Cormier, Dinan sans garnison n'est pas en position de se défendre, Saint-Malo, place forte inattaquable et pouvant être secourue par la mer ouvre ses portes…
- 1488 : 21 août, signature du traité du Verger.
- 1488 : 9 septembre : décès du duc François II.
- 1480 : Anne est couronnée duchesse en la cathédrale de Rennes, ville qui refuse de se rendre lors du siège, le 10 février 1489).
- 1490 : 19 décembre, mariage par procuration de la duchesse Anne et de Maximilien d’Autriche.
- 1491 : 12 janvier, trahison d'Alain d'Albret qui négocie avec le roi de France et ouvre les portes de Nantes à l'armée française.
- 1491 : l'armée française met à nouveau le siège devant Rennes qui abrite et défend Anne de Bretagne. Contrainte et forcée par le manque de vivres et la situation du Duché, le traité de Rennes est signé, les fiançailles avec Charles VIII sont célébrées à la chapelle des Jacobins de Rennes le 17 novembre 1491.
- 1491 : 6 décembre, mariage d’Anne de Bretagne et du roi de France Charles VIII au château de Langeais (par le traité de Langeais, les époux se donnent mutuellement leurs droits sur le duché).

## Époque moderne
L’Époque moderne (ou les Temps modernes) couvre la période historique allant de la fin du Moyen Âge à la fin de la Révolution française.
- 1492 : 8 février, Anne de Bretagne est sacrée reine de France à Saint-Denis.
- 1498 : 8 avril, mort de Charles VIII.
- 1499 :
  - 8 janvier, mariage d’Anne de Bretagne et du roi de France Louis XII à Nantes. Le contrat affirme aussi clairement que le duché de Bretagne reviendra au deuxième enfant, mâle ou femelle « et s'il avenoit que d'eux deux en ledit mariage n'issist ou vinst qu'un seul enfant masle, que cy-après issent ou vinssent deux ou plusieurs enfans masles ou filles, audit cas, ils succéderont pareillement audit duché, comme dit est ». Une clause essentielle qui ne sera jamais respectée.
  - 15 octobre, naissance de Claude de France.
  - 5 novembre, impression du Catholicon), premier dictionnaire breton-français-latin de Jehan Lagadeuc.
- 1501 : 10 août, Anne de Bretagne fait fiancer, par contrat, sa fille Claude de France au duc Charles de Luxembourg (le futur Charles Quint) petit-fils de l'empereur Maximilien (lui-même premier mari - par procuration - d'Anne de Bretagne).
- 1504 : 18 novembre, Anne est sacrée reine de France à Saint-Denis.
- 1505 : de juin à septembre, Anne effectue un tour de Bretagne (Tro Breizh) et notamment un pèlerinage au Folgoët, en remerciement de la guérison de son époux Louis XII.
- 1506 : 21 mai, fiançailles de Claude de France et de François de Valois.
- 1514 :
  - 9 janvier, mort d’Anne de Bretagne.
  - 18 mai, mariage de Claude de France et de François de Valois.
- 1515 : 1er janvier, mort de Louis XII, avènement de François Ier.
- 1524 : 20 juillet, mort de Claude de France.
- 1524-1536 : François III (fils de François Ier et Claude de France), duc de Bretagne.
- 1532 :
  - 4 août, publication à Vannes de l’édit d’Union de la Bretagne à la France, les droits et privilèges du duché sont préservés, ainsi que les États de Bretagne.
  - 14 août, couronnement en la cathédrale de Rennes de François III, dauphin de France, fils de François Ier, comme duc de Bretagne.

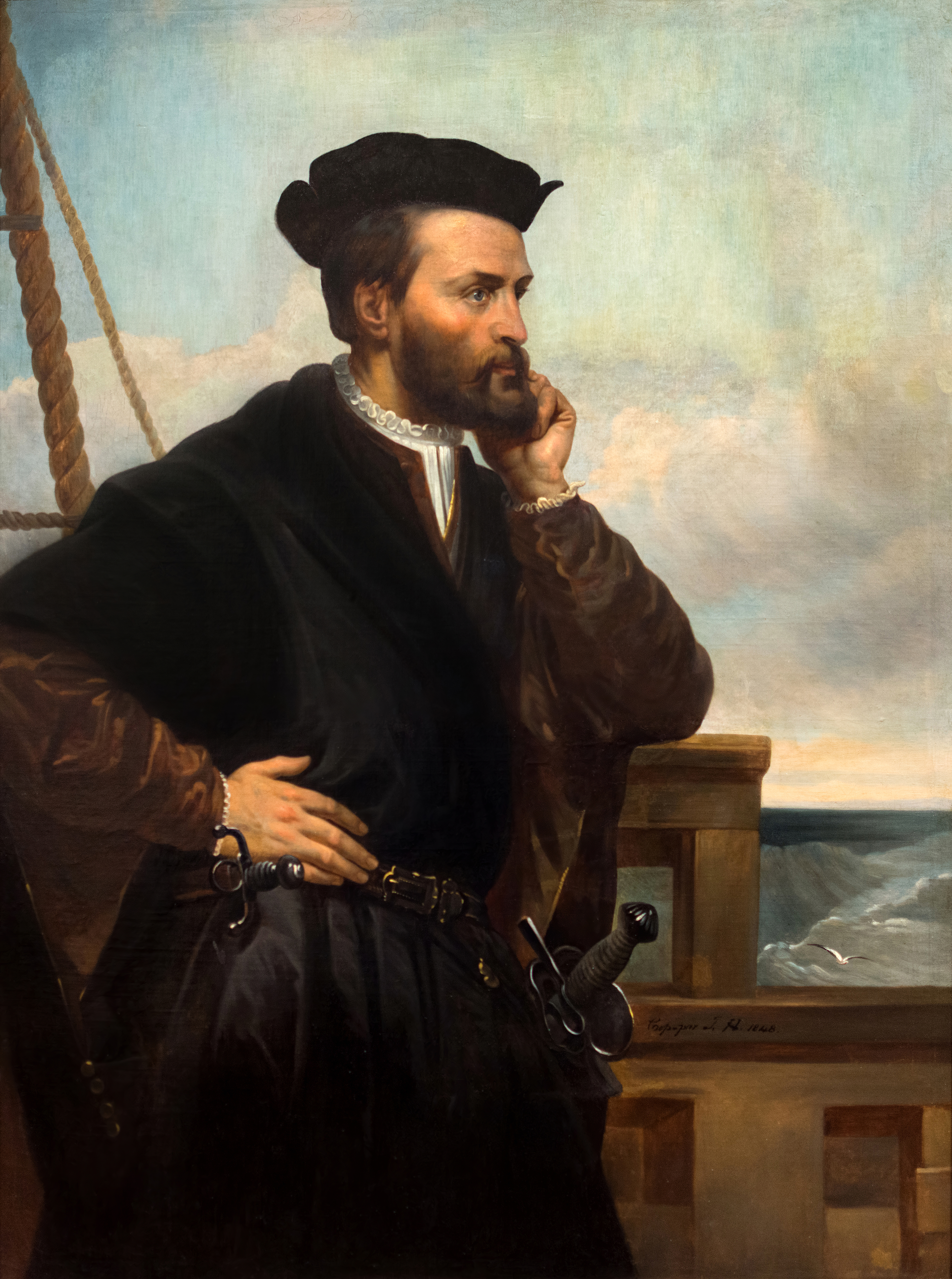
Jacques Cartier, portrait par Théophile Hamel, 1848.

- 1534 : 20 avril, Jacques Cartier quitte Saint-Malo avec deux navires de 60 tonneaux, à destination de Terre-Neuve, exploration de l’estuaire du fleuve Saint-Laurent.
- 1535 : 19 mai, seconde expédition de Cartier au Canada, avec La Grande Hermine, La Petite Hermine et L’Émerillon, il remonte le fleuve qu’il baptise Saint-Laurent et reconnait le site de « Mont Réal ». Les juristes lui reprocheront d'avoir pris le Canada au nom du roi de France alors qu'il devait le prendre au nom de l'Amirauté de Bretagne.
- 1539 : ordonnance de Villers-Cotterêts de François Ier, connue pour être l'acte fondateur de la primauté et de l'exclusivité du français dans les documents relatifs à la vie publique.
- 1540 : début des travaux de construction du château du Taureau, en baie de Morlaix, contre les attaques anglaises.
- 1554 : instauration du parlement de Bretagne, dont la création a été décidée deux ans plus tôt, installation à Nantes en 1557.
- 1541 : 23 mai, troisième expédition de Cartier au Canada.
- 1561 : transfert définitif du Parlement de Bretagne à Rennes.
- 1580 : Bertrand d’Argentré publie une Histoire de Bretagne, commandée et financée par les États de Bretagne.
- 1584 : épidémie de peste, 10 % de la population de Haute-Bretagne succombe et jusqu’à 20 % dans certaines paroisses[8].
- 1588 : première faïencerie à Nantes.
- 1590 :
  - Guerre de la Ligue bretonne : Philippe-Emmanuel de Lorraine, duc de Mercœur et de Penthièvre, marquis de Nomeny, baron d'Ancenis, gouverneur de Bretagne tente de restaurer à son compte l'indépendance du duché de Bretagne. Il crée une administration parallèle à Nantes. Des parlementaires rennais rejoignent le nouveau parlement breton de Nantes. Le duc de Mercœur titre son fils « prince et duc de Bretagne »
  - 11 mars, après l'attaque et la prise du château par une cinquantaine de personnes, la ville de Saint-Malo proclame son indépendance vis-à-vis du royaume de France, signifiant son refus de reconnaître Henri IV. Sa conversion et la promesse de 25 millions de livres mettent fin à la République malouine en 1594. En 1595, le nouveau roi ratifie toutes les décisions prises par le Conseil de la ville pendant ces quatre années d'indépendance[9].
- 1592 : victoire de la Ligue Bretonne à Craon, avec l'aide des troupes espagnoles.
- 1598 :
  - 20 mars, lâché par Philippe II d'Espagne, le duc de Mercœur se soumet au roi de France.
  - 13 avril, signature de l’édit de Nantes par Henri IV, il est révoqué le 18 octobre 1685 par Louis XIV (édit de Fontainebleau).
- 1602 : arrestation et exécution pour haute trahison de Guy Éder de La Fontenelle qui, à la tête d’une troupe de 400 cavaliers, a ravagé et terrorisé la région pendant une dizaine d’années (son repaire était l’île Tristan à Douarnenez).
- 1609 : retour en France de Pierre-Olivier Malherbe, après un périple de 17 ans. Il est considéré comme le premier voyageur à avoir effectué le tour du monde par voie terrestre.
- 1620 : publication de l’Itinéraire de Bretagne de Dubuisson-Aubenay, qui est une description minutieuse de la province.
- 1631 : création du port militaire de Brest par Richelieu et de la Marine du Ponant.
- 1637 : publication à Nantes de La vie des Saincts de la Bretaigne Armorique par Albert Le Grand.
- 1639 : la révolte des va-nu-pieds, née en Normandie, touche l’est de la province.
- 1664 : création par Colbert de la Compagnie française des Indes orientales dont le siège est établi à Port-Louis en 1666.
- 1666 : fondation de la ville de Lorient
- 1675 : à la suite des créations et taxations en 1674, dans ce pays d’États de Bretagne, des fermes du tabac et du papier timbré, et la rumeur sur l'instauration de la gabelle (impôt sur le sel) en Bretagne
  - révolte des Bonnets rouges (Bonnedou ru, dite aussi Révolte du Papier Timbré) emmenés notamment par Sébastien Le Balp, contre l’imposition de nouvelles taxes concernant les actes de justice et les actes notariés (édit royal de 1674). Création du Code paysan qui préfigure les cahiers de Doléances de la Révolution française. La répression sera terrible, même Madame de Sévigné en témoigne.
  - révolte du papier timbré, principalement à Nantes et à Rennes. A Rennes, une partie de la rue Haute aujourd'hui rue de Saint-Malo est rasée, ses habitants exécutés ou bannis. Les logements et exactions des troupes vont mettre à genoux l'économie bretonne. Les représailles fiscales seront terribles, menées par duc de Chaulnes, gouverneur de Bretagne, surnommé "le gros cochon" en breton "hoch lart".
- 1686 : 18 juin, débarquement à Brest de trois ambassadeurs du Siam venus rendre visite à Louis XIV.
- 1688 : installation de la poudrerie de Pont-de-Buis, qui doit fournir l’arsenal de Brest.
- 1689 : création de l'Intendance de Bretagne, réduisant les pouvoirs bretons (Etats et gouverneur) et imposant directement la volonté du roi.
- 1690 : fondation de la première faïencerie de Quimper par Jean-Baptiste Bousquet.
- 1707 : publication de l’Histoire de Bretagne, composée sur les actes et auteurs originaux de Dom Lobineau.
- 1718-1720 : conspiration de Pontcallec qui « oppose aux représentants du roi, la noblesse des États de Bretagne[10] », les meneurs (Pontcallec, Montlouis, Salarun, Talhouët, Du Couëdic, Coargan et Hire de Keranguen) sont condamnés et décapités le 26 mars 1720. L’exécution du pauvre marquis de Pontcallec sera transmise de génération en génération par une gwerz : Marv Pontkalleg.
- 1720 : grand incendie de Rennes : détruit les trois-quarts de la ville et occasionne un immense et long chantier de reconstruction (28 ans).
- 1771-1804 : vie de Georges Cadoudal.
- 1746 : tentative anglaise de prendre la ville de Lorient
- 1749 : création du bagne de Brest par Antoine Choquet de Lindu qui fonctionnera jusqu’en 1858.
- 1752 : fondation à Brest de l’Académie de marine.
- 1758 : les Anglais tentent de débarquer à Saint-Cast.
- 1763 : fronde du Parlement de Bretagne avec en tête Caradeuc de la Chalotais : refuse d'enregistrer les impôts extraordinaires demandés par le duc d'Aiguillon, gouverneur de Bretagne pour le roi.
- 1788 :
  - En mai, le Parlement tente pendant 7 heures de ne pas enregistrer les Édits du roi. Une foule de jeunes Bretons arrive en soutien, les parlementaires cèdent finalement. Le comte de Thiard et son successeur font rentrer d'importantes troupes pour "tenir" Rennes.
  - Le 2 juin, les parlementaires bravent l'interdit et se réunissent à l’Hôtel de Cuillé. La foule massée s'en prend aux dragons et soldats venus les arrêter. L'intendant fuit les émeutes en juillet.
    - Le 29 décembre, réunion des États de Bretagne au couvent des Cordeliers à Rennes (à droite du Parlement de Bretagne).
- 1789 :
  - 26 et 27 janvier, journée des bricoles : émeutes pré-révolutionnaires à Rennes. Chateaubriand témoigne dans ses Mémoires d'Outre tombe : « Lecteur, je t'arrête : regarde couler les premières gouttes de sang que la Révolution devait répandre. Le ciel a voulu qu'elles sortissent des veines d'un compagnon de mon enfance. » Deux nobles y sont tués Saint Riveul et Guéhéneuc de Boishüe en chargeant contre les étudiants qui les empêchaient de sortir du couvent des Cordeliers, place du Parlement. On ne connaît pas les pertes côté étudiants.
  - 6 février : les étudiants rennais et nantais signent un pacte d'entraide, renouvelé l'année suivante à Pontivy.
  - des députés du tiers État de Bretagne créent à Versailles le Club breton qui, en octobre, devient la « Société des amis de la Constitution », s’installant au couvent des Jacobins à Paris il est désormais connu sous le nom de Club des Jacobins - 5 novembre, suppression des États de Bretagne et fin de l’autonomie.

## Époque contemporaine
L’époque contemporaine commence à la Révolution française et couvre donc les XIXe siècle, XXe siècle et le début du XXIe siècle.
- 1790 : 15 février, découpage de la province en 5 départements : Côtes-du-Nord (aujourd’hui Côtes-d'Armor), Finistère, Ille-et-Vilaine, Loire-inférieure (aujourd’hui Loire-Atlantique) et Morbihan (petite mer en breton).
- 1791 : conspiration de l'Association bretonne : prémices de la Chouannerie.
- 1791 : la virée de Galerne.
- 1793-1794 : « séjour » à Nantes de Jean-Baptiste Carrier, notamment célèbre pour ses noyades dans la Loire.
- 1794 : première chouannerie.
- 1795 : deuxième chouannerie.
- 1796 : 15 décembre, expédition d'Irlande : à la demande de Theobald Wolfe Tone et sur proposition de Lazare Hoche, une flotte de 45 bateaux transportant 13 400 hommes quitte le port de Brest pour l’Irlande ; l’expédition est un échec, ne parvenant pas à débarquer sur l’île.
- 1799 : troisième chouannerie.
- 1805 : 30 mars, première réunion de l’Académie celtique, fondée l’année précédente par Jacques Cambry (premier président), Éloi Johanneau et Michel-Ange de Mangourit.
- 1806-1854 : vie d’Émile Souvestre, écrivain, journaliste, auteur dramatique.
- 1811 : début des travaux du canal de Nantes à Brest.

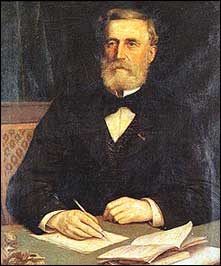
Théodore Hersart de La Villemarqué par Évariste-Vital Luminais, auteur du Barzaz Breiz.

- 1815-1895 : vie de Théodore Hersart de La Villemarqué, linguiste et folkloriste, auteur du Barzaz Breiz.
- 1821-1895 : vie de François-Marie Luzel (connu aussi sous le nom breton de Fañch an Uhel), folkloriste et poète.
- 1827-1901 : vie de Arthur de La Borderie, historien.
- 1835 : découverte du tumulus de Gavrinis sur l’île éponyme située dans le golfe du Morbihan.
- 1837-1880 : vie de Charles de Gaulle (écrivain).
- 1838 : Panceltisme et néodruidisme : A Abergavenny (ville galloise) le collège ("gorsedd") des bardes de l'Île de Bretagne se réunit et donne des investitures de barde à une vingtaine de breton dont : Théodore Hersart de La Villemarqué, Louis de Jacquelot du Boisrouvray, Louis de Carné-Marcein et à Félix du Marhallac'h, futur prélat, Jules de Francheville et Antoine Mauduit.
- 1839 :
  - première édition du Barzaz Breiz de Théodore Hersart de La Villemarqué.
  - Ouverture du premier casino breton à Saint-Malo[11].
- 1843-1918 : vie de Paul Sébillot, ethnologue, écrivain et peintre.
- 1847-1934 : vie de Joseph Loth, historien et linguiste spécialiste des langues celtiques.
- 1848 : construction du phare du Petit Minou dans la rade de Brest, sur la commune de Plouzané.
- 1851 : 17 août, arrivée du chemin de fer à Nantes.
- 1857 : 26-27 juillet, arrivée du chemin de fer à Rennes et inauguration de la gare.
- 1858 : du 9 au 20 août, Arrivant sur le vaisseau La Bretagne, à Brest, visite de Napoléon III et de l’impératrice, en Bretagne ; inauguration du canal de Nantes à Brest par l’empereur.
- 1859-1926 : vie d’Anatole Le Braz, écrivain.
- 1863 : arrivée du chemin de fer à Quimper ; construction du phare de Créac'h sur l’île d'Ouessant.
- 1867 :
  - arrivée du chemin de fer à Landerneau.
  - Premier congrès celtique à Saint-Brieuc, initié par Hersart de La Villemarqué, Henri Martin et Charles de Gaulle (l'oncle du général).
- 1869-1874 : construction du phare du Four sur la commune de Porspoder.
- 1869 : premières courses de vélocipèdes à Brest et Saint-Pol-de-Léon[12].
- 1870 : désastre de l'armée de Bretagne au camp de Conlie.
- 1873 : création du camp militaire (champ de tir) de Coëtquidan à Guer.
- 1877 : création de la première usine Saupiquet à Nantes, qui devient en 1891 la Société anonyme des établissements Saupiquet.
- 1879 : arrivée du chemin de fer à La Baule, construction du casino, c’est le début de la station balnéaire.
- 1881 : construction du phare du Millier sur la commune Beuzec-Cap-Sizun.
- 1882-1887 : construction du phare de la Vieille sur un îlot à proximité de la pointe du Raz, sur la commune de Plogoff.
- 1882-1958 : vie de Mathurin Méheut, artiste-peintre.
- 1883 : Armand Peugeot aménage la ville de Morgat.
- 1886 : l’Union républicaine du Finistère fonde La Dépêche de Brest, dont la parution s’arrête en 1944 (bombardements alliés des équipements - naissance du Télégramme de Brest et de l'Ouest).
- 1888 : second séjour de Paul Gauguin en Bretagne, début de l’École de Pont-Aven, qui regroupe notamment Maxime Maufra, Henry Moret, Émile Jourdan, Émile Bernard, etc.
- 1897 :
  - 17 octobre, inauguration du phare d'Eckmühl sur la commune de Penmarc'h.
  - publication en breton, par François Jaffrennou (Grand Druide Taldir),de l'hymne national gallois, "Hen Wlad fy Nhadau, sous le titre identique, Bro gozh ma zadoù (Vieux pays de mes pères), qui devient l'hymne national de la Bretagne
- 1898 : fondation de l’Union régionaliste bretonne, présidée par Anatole Le Braz.
- 1899 : 2 août, parution à Rennes du premier numéro de L'Ouest-Éclair (sera interdit à la Libération pour cause de collaboration et remplacé par Ouest-France).
- 1901-1993 : vie de René Pleven, homme politique et fondateur du Comité d'étude et de liaisons des intérêts bretons (CELIB).
- 1902 : Émile Combes interdit l’utilisation de la langue bretonne dans les écoles.
- 1904-1905 : séparation de l'église et de l'Etat, l'armée est appelée en renfort en Bretagne, de nombreux blessés sont à déplorer en Basse Bretagne, des heurts importants aussi à Saint-Méen-le-Grand.
- 1903 : création d’une chaire de celtique à l’université de Rennes.
- 1904 : congrès celtique de Caernarfon-Carnavon au Pays de Galles où se rend une délégation bretonne avec en tête, François Jaffrennou/barde Taldir, Théodore Botrel (barde).
- 1904-1911 : construction du phare de la Jument sur l’île d'Ouessant.
- 1905
  - 1er dimanche août : création par le barde Théodore Botrel du Pardon des Fleurs d'Ajoncs à Pont-Aven (29) avec élection d'une Reine, cortèges fleuris avec sonneurs de biniou. À l'origine des Pardons folkloriques qui deviendront festivals traditionnels bretons, il récidive à Dinan (22) avec le Grand Pardon des fleurs de Blé Noir en 1906, à Saint-Méen-le-Grand avec le Pardon des Fleurs de Pommier, aussi avec les pardons des Fleurs de Genêt (44), des Fleurs de Bruyère (56).
  - 10 septembre : création du Festival des Filets bleus à Concarneau.
  - 12 septembre : fondation par l’abbé Perrot de l’association Bleun Brug (« fleur de bruyère » en breton), d’inspiration catholique et ouverte au nationalisme breton.
- 1905-1981 : vie de Anjela Duval, poétesse.
- 1907-1916 : construction du phare de Kéréon entre les îles de Molène et Ouessant.
- 1907 : création de la conserverie Hénaff (agroalimentaire) à Pouldreuzic.
- 1908 : 23 novembre, fondation du Gorsedd Barzed Gourenez Breiz Izel (Gorsedd des Bardes de la presqu’île de Bretagne).
- 1909 : création à Rennes de la Banque de Bretagne.
- 1910 : création de la société Larzul (agroalimentaire) à Plonéour-Lanvern.
- 1911 : fondation de l’Office de Landerneau, regroupement de syndicats agricoles de sensibilité catholiques.
- 1912 : création du Crédit nantais qui deviendra en 1957 le Crédit industriel de l'Ouest.
- 1914-1995 : vie de Pierre-Jakez Hélias, journaliste, écrivain, poète, auteur notamment du Cheval d’orgueil.

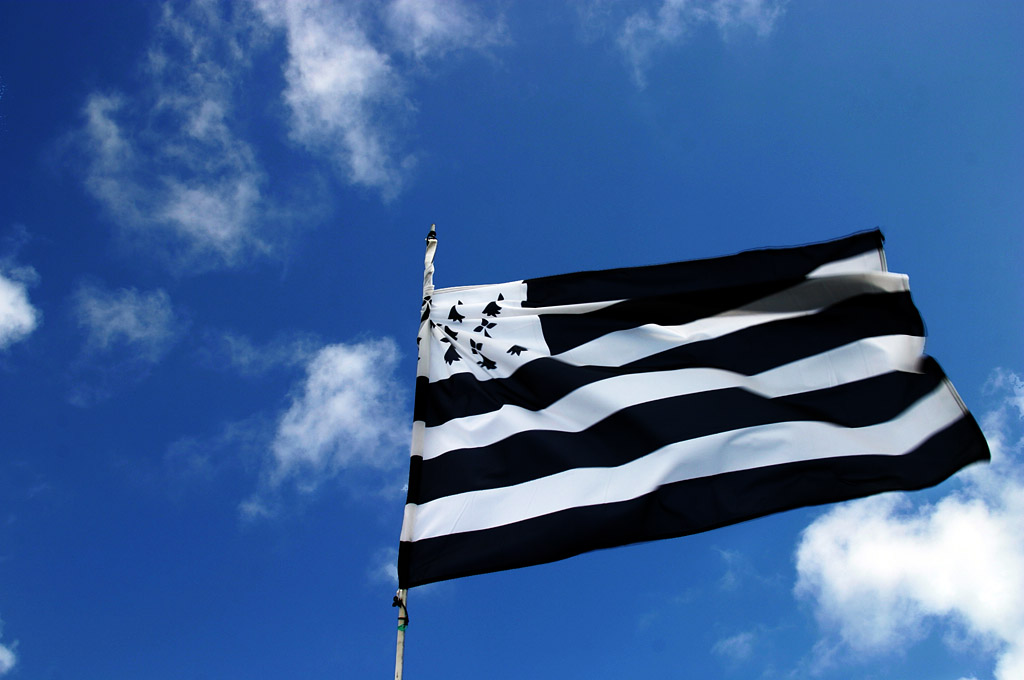
Le Gwenn ha du, créé en 1923, est devenu l'emblème de la Bretagne contemporaine.

- 1923 : création par Morvan Marchal du Gwenn ha du, qui va s’imposer comme l’emblème de la Bretagne contemporaine. Fondation du mouvement artistique Seiz Breur (« sept frères » en breton). 25 mai, disparition de Pierre Quéméneur, conseiller général du Finistère, début de l’affaire Seznec. 30 septembre[13], création de la Fête des Reines de Cornouaille qui deviendra le Festival de Cornouaille à Quimper.
- 1923-1987 : vie de Léon Fleuriot, historien et linguiste spécialiste des langues celtiques.
- 1924 : 1er juillet, Youen Drezen, François Jaffrenou, Morvan Marchal et Olier Mordrel font partie de la délégation bretonne au premier Congrès celtique de Dublin.
- 1926 : vie de Charles Le Quintrec, écrivain et poète.
- 1930-1981 : vie de Xavier Grall, journaliste, poète.
- 1931-1996 : vie de Glenmor, auteur-compositeur-interprète.
- 1932 : fondation à Paris, par Hervé ar Menn et Dorig Le Voyer, de la Kenvreuriez ar Viniouerien (Confrérie des sonneurs de biniou), le premier bagad qui ne porte pas encore ce nom.
- 1933 : création d’Ar Falz (« la faucille » en breton), revue de l’association éponyme.
- 1940 :
  - 18 juin, l'armée allemande occupe Rennes, puis arrive à Nantes.
  - 24 juin, la totalité de la flotte de l’île de Sein rejoint l’Angleterre, à la suite de l’« appel » du général de Gaulle.
- 1941: l'État français décide la création des régions administratives. Une région nommée Bretagne administrative apparaît, qui reprend les quatre-cinquièmes du territoire de l’ancienne province, la Loire-Atlantique étant exclue.
- 1943 : fondation de la Bodadeg ar Sonerion (l’« Assemblée des sonneurs »), par Dorig Le Voyer et Polig Monjarret, qui regroupe les principaux bagadoù en 5 catégories et organise le championnat de Bretagne.
- 1944 :
  - 7 août, fondation à Rennes du quotidien Ouest-France, qui remplace L'Ouest-Éclair interdit pour cause de collaboration.
  - 18 septembre, fondation du Télégramme de Brest et de l'Ouest.
- 1947 : création du premier bagad de Bretagne à Carhaix, la « Kevrenn des Cheminots de Carhaix ».
  - 23 mai, le camp militaire de Coëtquidan héberge l’École spéciale militaire de Saint-Cyr.
  - 23 juillet, explosion du cargo norvégien Ocean Liberty dans le port de Brest, détruisant une partie de la ville et causant la mort de 25 personnes. L'élan de solidarité naissant marque la formation de la Kevrenn Brest Sant Mark, le bagad local.
- 1949 : Édouard Leclerc ouvre son premier magasin à Landerneau.
- 1950 : 22 juillet, création du Comité d'étude et de liaisons des intérêts bretons (CELIB) pour promouvoir le développement économique et l’identité de la Bretagne, dont René Pleven assume la présidence jusqu’en 1972.
- 1952 : création du bagad de Lann-Bihoué, sur la base aéronavale du même nom.
- 1957 : création du Mouvement pour l’organisation de la Bretagne (MOB).
- 1958 : 7 septembre, inauguration de l’abbatiale de la nouvelle abbaye de Landévennec, dont la construction avait été décidée en 1950.
- 1959 : fondation à La Gacilly de l’entreprise de cosmétiques Yves Rocher.
- 1961 : construction du radôme de Pleumeur-Bodou par le Centre national d'études des télécommunications.
- 1964 : fondation à Rennes de l’Union démocratique bretonne (UDB) - fondation du Front de Libération de la Bretagne.
- 1966 : 26 novembre, inauguration de l’usine marémotrice de la Rance (le raccordement au réseau EDF a lieu le 4 décembre 1967).
- 1969 : création à Brest du Centre de recherche bretonne et celtique qui rassemble des chercheurs de l’université de Bretagne-Occidentale et de l’École pratique des hautes études de Paris.

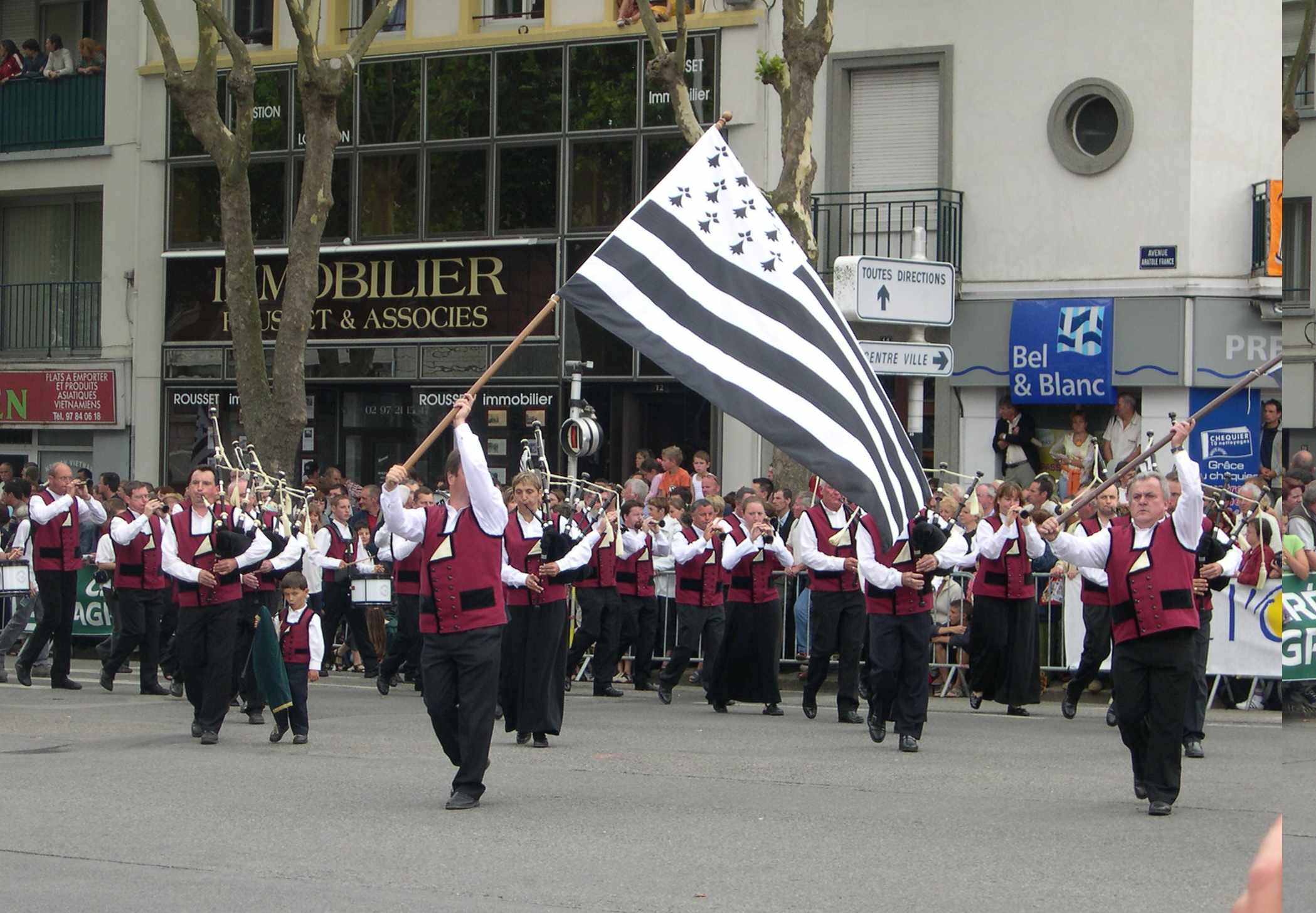
La grande parade des Celtes du Festival interceltique de Lorient (ici en 2005).

- 1971 : création du Festival interceltique de Lorient.
- 1972 :
  - 28 février, concert historique d'Alan Stivell à l'Olympia, music-hall parisien.
  - 13 mars, Grève du Joint français à Saint-Brieuc, conflit social qui dure 8 semaines.
  - 18 avril, création de la Brittany Ferries pour créer des débouchés commerciaux aux coopératives agricoles bretonnes. Création par un groupe de sonneurs de l’association Dastum (« recueillir » en breton), dont le but est de collecter le patrimoine musical de la Bretagne.
- 1973 : création à Lorient du Kan ar Bobl, concours de musique bretonne.
- 1974 : 14 février, le Front de libération de la Bretagne fait sauter l’émetteur de Roc'h Trédudon, en réponse au projet de dissolution de l’organisation du ministre de l'Intérieur, Raymond Marcellin.
- 1974-1976 : René Pleven est président de l'Établissement public régional (EPR), ancêtre du Conseil régional.
- 1975 : publication du roman autobiographique Le Cheval d’orgueil de Pierre-Jakez Hélias.
- 1976-1978 : André Colin est président du Conseil régional de Bretagne.
- 1977 : 4 octobre, signature de la charte culturelle bretonne par la République française, l’Établissement public régional de Bretagne et les conseils généraux des Côtes-du-Nord (aujourd’hui Côtes-d'Armor), du Finistère, d'Ille-et-Vilaine, du Morbihan et aussi de la Loire-Atlantique - création de la première école Diwan à Lampaul-Ploudalmezeau (Finistère) - parution du Cheval couché de Xavier Grall, en réponse au Le Cheval d'orgueil de Pierre-Jakez Hélias. Création à Brest du Centre breton d'art populaire.
- 1978 : 16 mars, naufrage de l'Amoco Cadiz près de Portsall en Ploudalmézeau. Première édition de la Route du Rhum, course transatlantique en solitaire, entre Saint-Malo et Pointe-à-Pitre.
- 1978-1981 : affaire de Plogoff, importante mobilisation contre l’implantation d’une centrale nucléaire (projet finalement abandonné).
- 1978-1986  : Raymond Marcellin est président du Conseil régional de Bretagne.
- 1979 : création à Rennes des Rencontres Trans Musicales, festival de musiques actuelles, qui se tient chaque année au mois de décembre.
- 1980 : création du conseil culturel de Bretagne, association culturelle, dans le sillage de la Charte culturelle bretonne de 1977 - 24 septembre, sortie du film de Claude Chabrol Le Cheval d'orgueil, inspiré du livre éponyme de Pierre-Jakez Hélias.
- 1982 : 29 décembre, fondation de l’Institut culturel de Bretagne (Skol Uhel Ar Vro en breton), émanation de la Charte culturelle bretonne.
- 1985 : découverte du site archéologique du Menez Dregan par Bernard Hallegouet, qui révèle des traces les plus anciennes au monde de feu entretenu - création de la brasserie Coreff.
- 1986 : création de la cinémathèque de Bretagne (Gwarez filmoù) à Brest.
- 1986-1998 : Yvon Bourges est président du Conseil régional de Bretagne.
- 1987 : dans la nuit du 15 au 16 octobre, une tempête extrêmement violente, résidu du cyclone Floyd, dévaste la Bretagne, causant des dégâts considérables.
- 1990 :
  - 8 mars, le département Côtes-du-Nord devient officiellement celui des Côtes-d'Armor.
  - 29 mai, ouverture du centre océanographique Océanopolis à Brest - première édition du festival littéraire Étonnants voyageurs, créé à Saint-Malo par Michel Le Bris.
- 1991 : fondation de l’Institut de Locarn.
- 1992 : création du festival des Vieilles Charrues (gouel an Erer Kozh en breton) à Carhaix-Plouguer, qui va devenir l’un des plus importants de France.
- 1993 : création de l’association Produit en Bretagne qui, en 2008, regroupe 210 entreprises des 5 départements bretons, compte plus de 100 000 salariés et représente un chiffre d'affaires de 15 milliards d'euros[14].

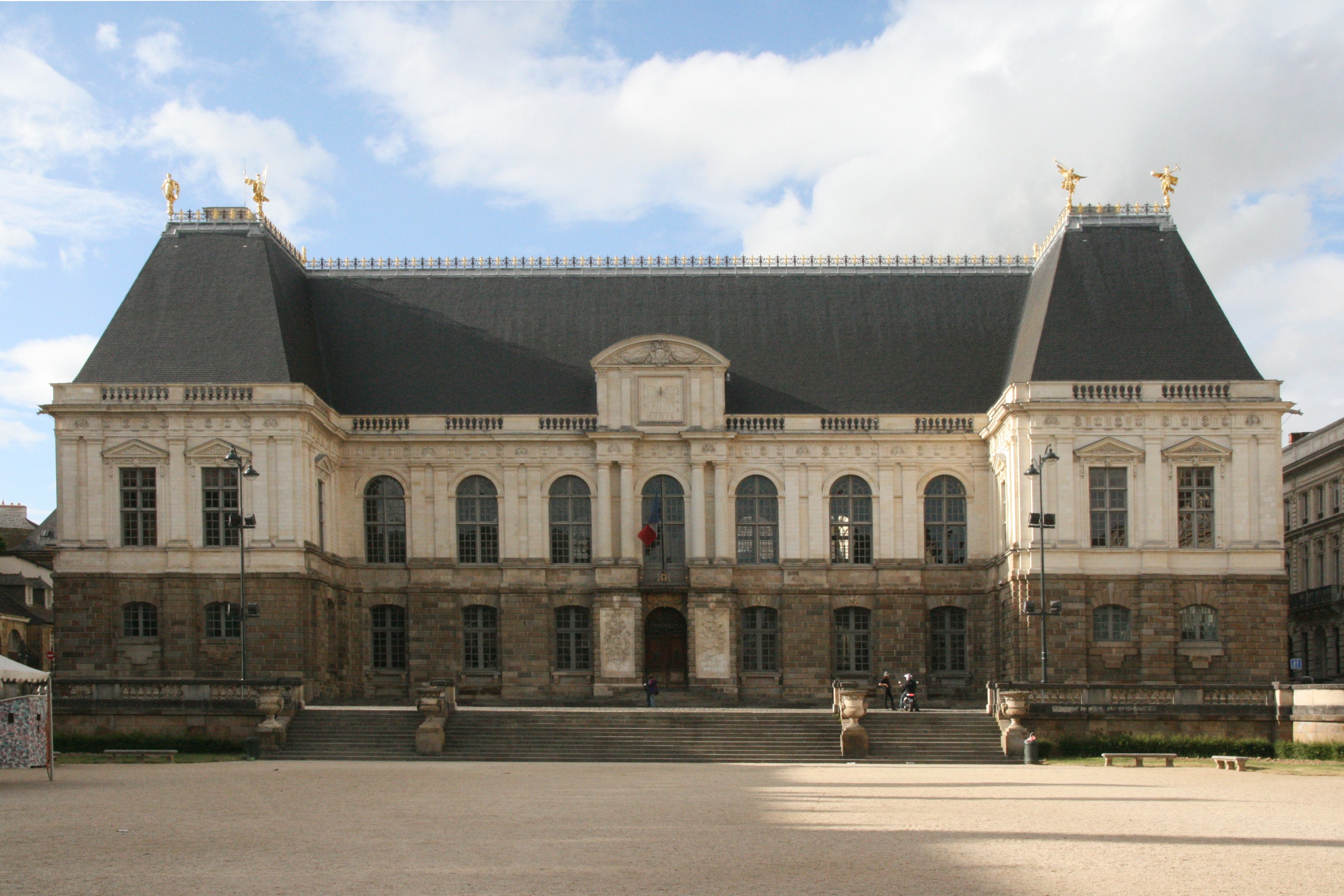
Le parlement de Bretagne à Rennes, après restauration.

- 1994 : 4-5 février, incendie du parlement de Bretagne à Rennes, lors d’une manifestation de marins pêcheurs.
- 1996 : 20 septembre, pèlerinage du pape Jean-Paul II à Sainte-Anne-d'Auray.
- 1998-2004 : Josselin de Rohan président du Conseil régional de Bretagne.
- 1999 :
  - 20 février, An Tour Tan organise le premier « Cyber fest-noz » sur Internet.
  - 1er mai, fondation à Carhaix de l’Office de la langue bretonne (Ofis ar Brezhoneg en breton).
  - 28 septembre, 8 tonnes d’explosifs (« titadyn 30 »), 11 kilomètres de cordon et 6 000 détonateurs sont volées à la société Titanobel (à l'époque Titanite) à Plévin (voir affaire de Plévin), par l’ARB et l’ETA.
  - 28 octobre, Appel de Carhaix pour « l'émancipation de l'expression culturelle originale du peuple breton ».
  - 12 décembre, naufrage de l’Erika non loin de Belle-Île-en-Mer, causant une importante marée noire.
- 2000 :
  - 14 avril, un attentat contre le restaurant MacDonald’s tue une jeune employée.
  - 21 juin, création à Lorient de la Symphonie Bretagne de Didier Squiban, accompagné de l’Orchestre de Bretagne.
  - 1er septembre, création de TV Breizh, dont le siège est à Lorient.
  - 26 septembre, classement du radome de Pleumeur-Bodou aux Monuments historiques.
  - 19 octobre, publication du Dictionnaire du patrimoine breton, sous la direction de Jean-Yves Veillard et d’Alain Croix.
- 2001 : 28 mai, signature d’un protocole entre le ministère de l'Éducation nationale et l’école Diwan en vue de son intégration dans le service public (le processus sera interrompu le 30 octobre par le Conseil d’État à la demande du Conseil national d'action laïque).
- 2004 : 28 mars, à la suite des élections régionales, le socialiste Jean-Yves Le Drian devient président du Conseil régional. Fin des travaux de reconstruction du Parlement de Bretagne à Rennes. Ouverture de la première école Diwan à Paris.
- 2007 : du 20 au 23 septembre, organisation de la Breizh Touch à Paris, avec notamment une parade des bagadoù sur l’avenue des Champs-Élysées.
- 2008 : publication aux éditions Skol Vreizh du monumental Dictionnaire d’histoire de Bretagne, ouvrage collectif sous la direction de Jean-Christophe Cassard, Alain Croix, Jean-René Le Quéau et Jean-Yves Veillard.
- 2010 : 25 juin, à initiative de l'Union démocratique bretonne le conseil régional de Bretagne adopte à l'unanimité une motion en faveur de la réunification administrative de la Bretagne[15].
- 2013 : mouvement des Bonnets rouges.